# Luis Centeno
Luis Rafael Centeno Rodriguez (ur. 2 lutego 1993) – portorykański zapaśnik walczący w stylu klasycznym. Zajął 43 miejsce na mistrzostwach świata w 2015. Wicemistrz mistrzostw panamerykańskich w 2016. Zdobył brązowy medal na igrzyskach Ameryki Środkowej i Karaibów w 2014 roku.